# Microstylum umbrosum
Microstylum umbrosum är en tvåvingeart som beskrevs av Stanley Willard Bromley 1931. Microstylum umbrosum ingår i släktet Microstylum och familjen rovflugor.
Artens utbredningsområde är Madagaskar. Inga underarter finns listade i Catalogue of Life.